# Lada (navire)
Pour les articles homonymes, voir Lada.
La lada est le nom d'un petit bateau russe utilisé sur le fleuve Volga, qui apparait comme une fidèle réplique du bateau viking.
L'entreprise russe de fabrication de voitures AvtoVAZ l'a utilisée comme logo pour sa marque « Lada ».